# Rachel Dübendorfer
Rachel Dübendorfer (geboren als Rachel Hepner 18. Juli 1900 in Warschau, Russisches Kaiserreich; gestorben 3. März 1973 in Ost-Berlin) war eine polnisch-deutsche kommunistische Agentin des sowjetischen Geheimdienstes GRU und Widerstandskämpferin gegen den Nationalsozialismus jüdischer Abstammung.

## Leben
Rachel Hepner wurde als Tochter des Bankdirektors Adolf Hepner geboren. Sie wuchs in Danzig auf. Ab den 1920er Jahren erhielt sie die deutsche Staatsangehörigkeit und war mit Kurt Caspary verheiratet. Später war sie die Lebensgefährtin von Paul Böttcher.
1918 war sie Mitglied im Spartakusbund und wurde dadurch zum Gründungsmitglied der KPD. In den 1920er Jahren war sie politisch aktiv im Roten Frauen- und Mädchenbund (RFMB) und bei der Roten Hilfe. Von 1925 bis 1932 arbeitete sie für das ZK der KPD als Stenotypistin.
Ab 1927 wurde sie für den Nachrichtendienst GRU der Roten Armee tätig. 1933 floh sie in die Schweiz, wo sie 1934 zwecks Erwerb des schweizerischen Bürgerrechts Heinrich Dübendorfer heiratete. Bis 1939 war sie beim Internationalen Arbeitsamt (IAO) in Genf angestellt.
Von 1940 bis 1944 betrieb sie zusammen mit Böttcher eine eigenständige Residentur des GRU in Genf, die unabhängig von den Netzen Sándor Radós und Leopold Treppers bestand und Informationsquellen insbesondere in der Schweiz, in Deutschland und in Frankreich hatte. Ihre wichtigsten erhielt sie über den ehemaligen IAO-Kollegen Christian Schneider vom schweizerischen Militär-Nachrichtendienst Büro Ha.
1944 wurde sie kurzzeitig in der Schweiz inhaftiert. Im Oktober 1945 wurde sie von einem schweizerischen Militärgericht in Abwesenheit zu zwei Jahren Gefängnis verurteilt. Sie floh über Kanada in die Sowjetunion, wo sie bis 1956 inhaftiert und dann in die DDR entlassen wurde. Die sowjetische Regierung zeichnete sie 1969 mit dem Rotbannerorden aus.
In der DDR wurde ihr 1970 der Vaterländische Verdienstorden in Silber verliehen.